# Hermann von Helmholtz
Hermann Ludwig Ferdinand von Helmholtz (Potsdam, 31 agosto 1821 – Berlino-Charlottenburg, 8 settembre 1894) è stato un medico, fisiologo e fisico tedesco.
Vero e proprio homo universalis, fu uno degli scienziati più poliedrici del suo tempo e venne soprannominato "Cancelliere della fisica".

## Biografia

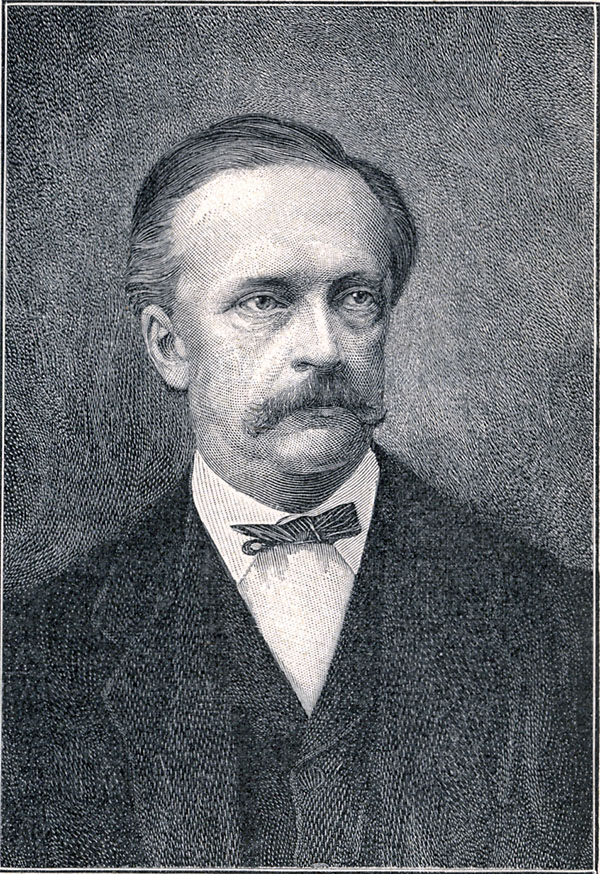
Hermann von Helmholtz

### Origini borghesi e infanzia
Primogenito dell'insegnante del ginnasio di Potsdam, August Ferdinand Helmholtz e di Caroline Penne, figlia di un giovane ufficiale d'artiglieria e lontana discendente di William Penn, fondatore della Pennsylvania, egli nacque il 31 agosto 1821. Gli fu dato il nome di Hermann Ludwig Ferdinand e venne battezzato secondo il rito luterano. Passò la sua infanzia a Potsdam, in una grande e spaziosa dimora borghese situata in una strada centrale della città. Da bambino era spesso malato e la sua salute cagionevole lo costringeva a trascorrere molto del suo tempo a letto. I suoi genitori lo circondarono di ogni premura, mostrandogli libri di immagini e donandogli giochi in legno, che gli permisero di prendere precocemente coscienza delle relazioni geometriche degli oggetti.
Imparò a leggere presto, ma le sue capacità mnemoniche, soprattutto per dati non organizzati, erano molto scarse. Trovava difficoltà nel distinguere quale fosse il lato destro e quale il sinistro, a recitare testi a memoria e a ricordare parole di lingue straniere.
Egli amava invece leggere libri della biblioteca paterna e mostrava forte interesse per gli esperimenti. Costruiva strumentazione ottica, ed effettuava piccoli esperimenti di chimica di base, in particolare con alcuni acidi. Si distraeva nel passeggiare per le campagne di Potsdam e ogni anno riservava molte settimane per escursioni sulle Alpi: era particolarmente interessato ai ghiacciai.

### Prima formazione
Al ginnasio Helmoltz seguì l'indirizzo classico e fu uno studente molto bravo, seppure non eccezionale; studiava latino, francese, inglese, italiano, ebraico e rudimenti di arabo, ma anche la fisica e la matematica per le quali fin dall'inizio manifestò un particolare interesse. Poco attento alla lettura in classe dei classici, veniva spesso colto in flagrante mentre sviluppava complessi calcoli o intento a tracciare il percorso dei raggi luminosi sullo schema ottico di un telescopio, in vista dei suoi esperimenti casalinghi di ottica. Alle superiori Hermann ebbe suo padre non solo come professore di fisica e matematica, ma anche come docente di filosofia e tedesco. Più volte, dunque, fu sottoposto al giudizio del padre. A tal proposito meritevole di essere menzionato è l'episodio in cui suo padre, in qualità di docente, valutò l'elaborato finale del figlio sul tema « pensiero ed arte nel Nathan il saggio di Lessing », mostrandosi pienamente soddisfatto per gli aspetti formali, ma piuttosto severo per quello che riguardava il contenuto, ritenendo che i temi centrali dell'opera di Lessing fossero stati valutati con superficialità.

### Università di medicina
Egli avrebbe iniziato una carriera completamente dedicata alla fisica e alla matematica, se le condizioni economiche dei genitori glielo avessero permesso. Iniziò, dunque, animato da un forte sentimento di rassegnazione, gli studi medici che potevano essere effettuati gratuitamente nell'ambito delle istituzioni militari.
Tra gli zii materni del giovane vi era stato il generale medico Christan Ludwig Mursinna, primario chirurgo alla Charité e autore di importanti studi clinici. Lasciò, quindi, Potsdam per frequentare l'Istituto medico-chirurgico "Friedrich-Wilhelm" a Berlino, anticamente detto Pépinière, a cui si iscrisse il 26 dicembre 1838, dopo aver superato brillantemente l'esame di ammissione con un tema sul contributo dello studio della storia alla formazione dello spirito scientifico.
La sua salute fu sempre fragile (spesso era soggetto a svenimenti e soffriva sovente di mal di testa), ma ciò non gli impedì di impegnarsi con assiduità nello studio, trovando anche il tempo per svagarsi e coltivare la sua vita sociale; si recava spesso al teatro o all'opera, dove assisteva a rappresentazioni dell'Amleto, del Dottor Faust, del Don Giovanni, dell'Euryanthe, dell'Ifigenia, leggeva autori quali Byron, Omero e Kant e amava suonare il pianoforte presso amici dei genitori che lo ricevevano ogni domenica. Tra i suoi professori, si legò subito a Johannes Peter Müller, il quale, gli permetteva di frequentare il suo laboratorio di ricerca.

Nel gruppo c'erano menti eccezionali: Emil Du Bois-Reymond, Ernst Wilhelm von Brücke, Jakob Henle, Theodor Schwann e Rudolf Virchow. Con Du Bois-Reymond ebbe un rapporto d'amicizia e collaborazione intenso. Nella corrispondenza censita di 168 lettere discutevano le loro ricerche e progettavano strumenti di laboratorio.

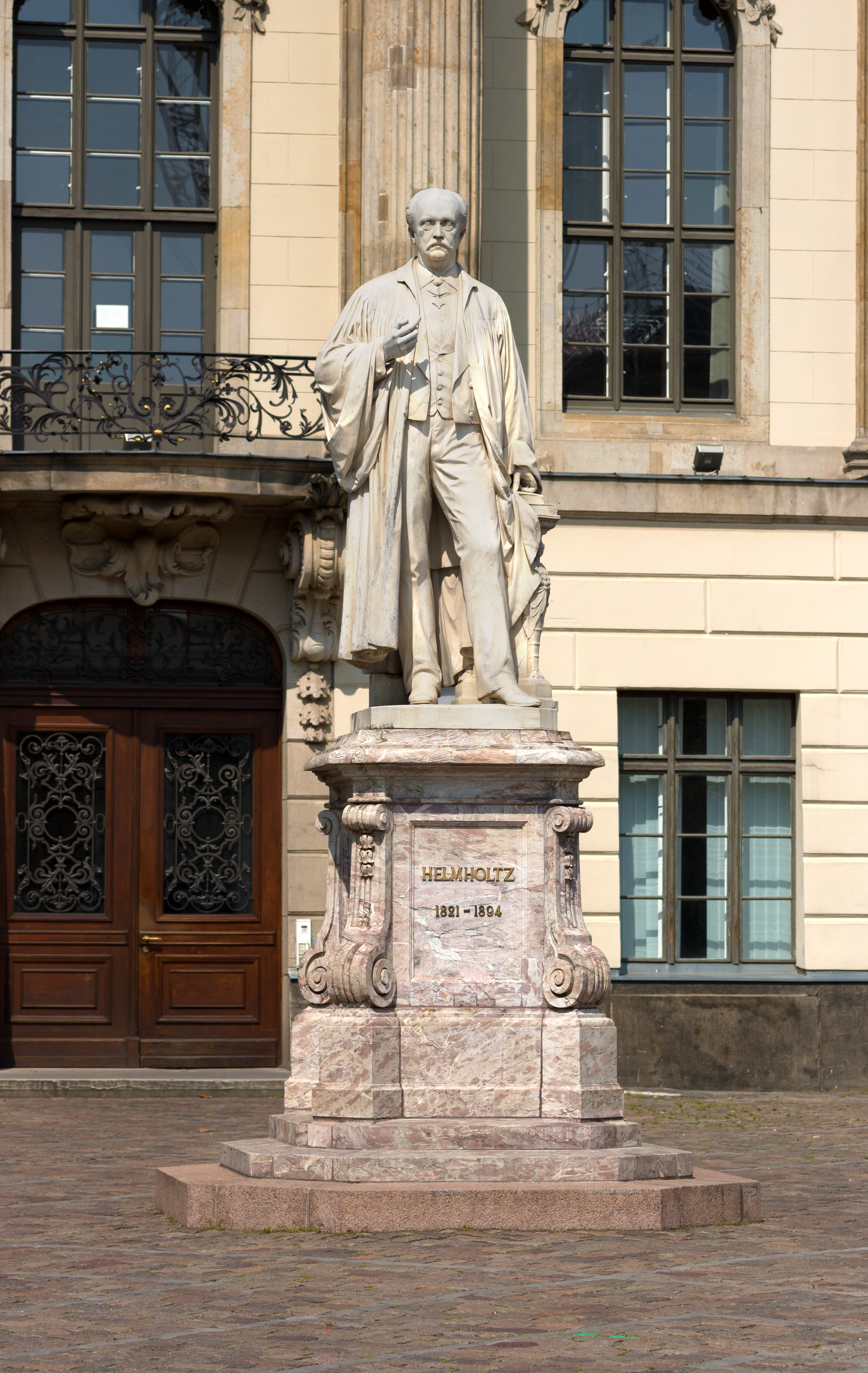
Statua di Helmholtz all'università Humboldt di Berlino

### Laurea e servizio militare
Helmholtz si laureò nel 1842, all'età di 21 anni, con tesi: Struttura del sistema nervoso degli invertebrati. L'argomento era stato dato da Müller. Dopo un periodo di febbre tifoide, riuscì a dimostrare la tesi di Ehrenberg che le fibre nervose derivavano dalle cellule gangliari. Questo studio gli fece ritardare la laurea, ma poté contare sul sostegno dei genitori. Fu pubblicato come Die Nervenfasern entspringen aus den 1836 entdeckten Ganglienzellen.
Dopo la laurea trascorse ancora un anno di internato alla Charité. Al termine, nel settembre del 1843, cominciò il servizio militare obbligatorio previsto per otto anni. Fu assegnato alla guarnigione di Potsdam. Helmholtz servì prima come chirurgo degli Ussari, poi come medico della Guardia di Potsdam.
Contemporaneamente, si preparava all'esame di abilitazione alla professione. Due anni più tardi conseguì l'abilitazione di traumatologo.

### Primo legame affettivo
All'inizio del 1847 si innamorò, durante una delle serate a casa di amici dei suoi genitori, di Olga von Velten (1827-1859), secondogenita di una dama di rango, Julie von Velten, la quale era figlia del conservatore d'arte del re e vedova di un medico militare.
Secondo la descrizione della sorella della giovane, Betty:
(Betty von Velten)
Secondo la testimonianza di Betty, Helmholtz, il giorno in cui conobbe la sorella, era:
(Betty von Velten)
Si fidanzarono l'11 marzo 1847, ma prima di sposarsi i due innamorati dovettero attendere due anni, in quanto Hermann non era ancora in grado di guadagnarsi da vivere. Nominato nel 1849 professore di anatomia all'accademia d'arte di Berlino, egli poté finalmente pensare al matrimonio con Olga. Si sposarono il 29 maggio 1849 a Dahlem, un sobborgo di Berlino ed ebbero due figli, Katharina Caroline e Richard. Olga, nonostante divenisse sempre più debole in salute, dedicò al marito molte delle sue attenzioni, offrendosi, soprattutto, come soggetto dei suoi esperimenti di ottica fisiologica, come redattrice di molti suoi testi e come critica attenta dei suoi discorsi durante le conferenze, fornendogli le indicazioni necessarie per colpire l'uditorio, utilizzando un lessico adatto al pubblico al quale erano destinati. Hermann amava la collaborazione della moglie, anche perché sosteneva che le donne potessero occuparsi di scienza o di affari pubblici ed era lieto nel far risaltare le qualità di una donna, qualora ci si fosse resi conto che ella era più intelligente del marito. Nel 1855, dopo il trasferimento a Königsberg a seguito degli attacchi polmonari della moglie, la famiglia Helmholtz si spostò prima a Bonn e poi a Heidelberg.
Appena trasferitosi ad Heidelberg, nel 1858, pochi giorni dopo il Natale, Helmholtz dovette far fronte sia alla morte del padre che a quella della moglie.
Helmholtz rimase per molti giorni inebetito e riuscì ad uscirne solo grazie ad un'intensa attività culturale. Un anno dopo incontrò Anna von Mohl (1834-1899), con la quale si risposò.

### Professore a Königsberg
Nel 1849 ottenne finalmente una cattedra come professore di fisiologia e patologia a Königsberg. Qui Helmholtz strinse amicizia con l'astronomo August Ludwig Bush, che lo sensibilizzò alle tecniche di misura del tempo e alla teoria degli errori, e con i fisici Neumann, con Kirchhoff e svolse importanti ricerche sulla velocità di trasmissione degli impulsi nervosi, iniziando ad interessarsi di acustica e di ottica fisiologica.

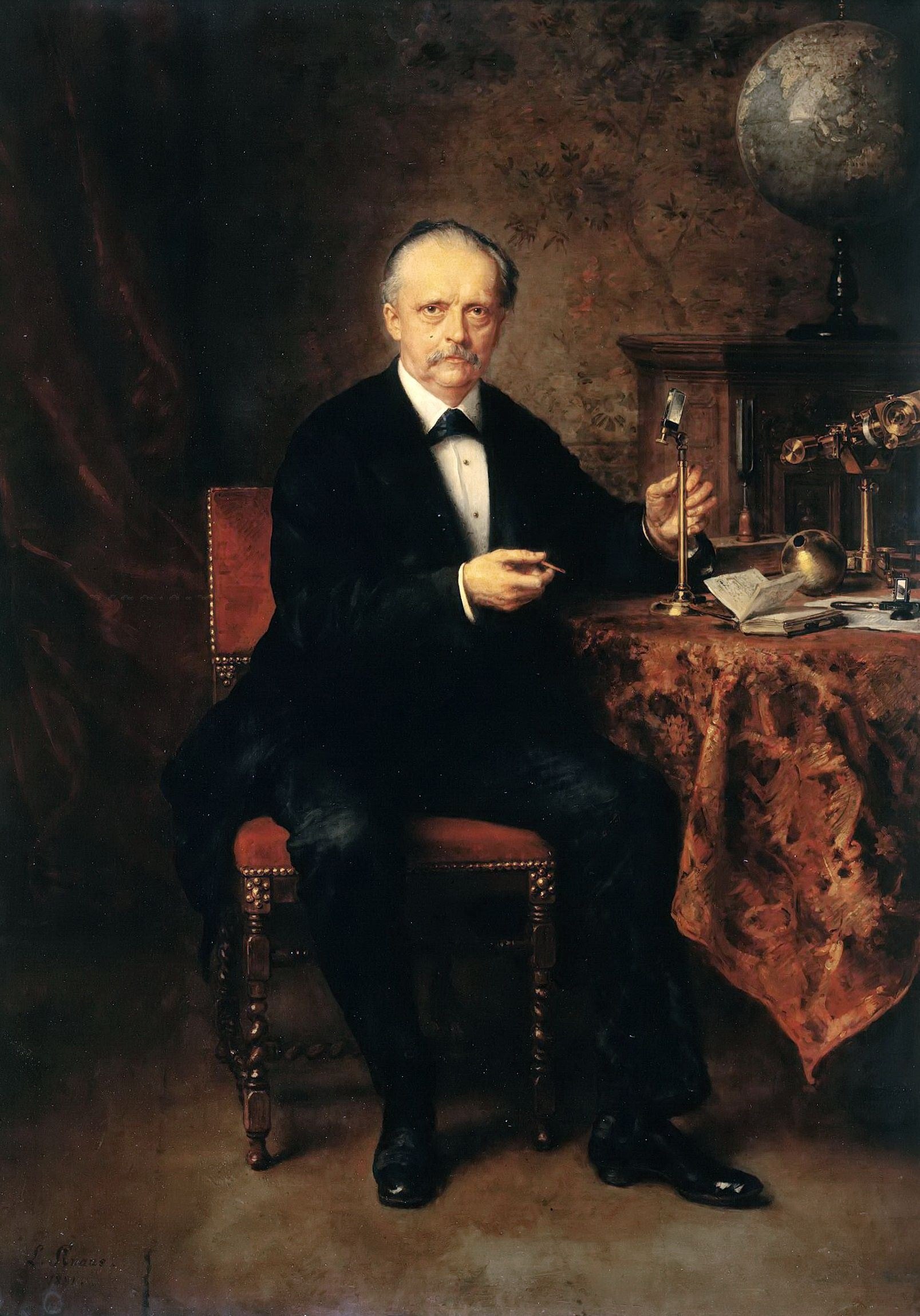
Hermann von Helmholtz con un mappamondo

### Studi sull'ottica
Helmholtz portò la teoria tricromatica sviluppata da Thomas Young al successo. Nel 1850 inventò, in soli otto giorni, l'oftalmoscopio. Alla fine dell'anno già ricevette diciotto ordini d'acquisto che gli prospettarono il finanziamento del suo laboratorio e gli permisero sia di girare i principali centri universitari della Germania e della Svizzera (da Gottinga a Marburgo, da Gießen a Heidelberg, da Friburgo a Zurigo, a Vienna) che di avere prestigio e autorità presso ambienti politici universitari tedeschi. Fu proprio durante gli anni del suo insegnamento a Königsberg che si recò in Inghilterra, dove incontrò Michael Faraday e Charles Wheatstone, rimanendone profondamente colpito. In realtà Helmholtz non fu il primo ad osservare la retina, ma fu Charles Babbage, che ci riuscì già nel 1847. Il suo risultato non fu, però, pubblicato in quanto Babbage sarebbe riuscito a vedere solo eccezionalmente la retina e non avrebbe mai pensato di aggiungere lenti concave per fissare l'immagine del fondo dell'occhio. Utilizzando un tachistoscopio da lui costruito, rifacendosi al modello di Sigmund Exner, egli riuscì, inoltre, a calcolare quanto tempo ci volesse per riconoscere, in modo cosciente, un oggetto percepito con la vista.
Egli dimostrò che fosse di circa 1\30 di secondo e variabile, in quanto dipendente dalla figura da identificare e dall'attenzione del soggetto. Si interessò anche delle immagini postume, spiegandole tramite l'ipotesi dell'affaticamento degli elementi retinici eccitati dalla luce, e del contrasto simultaneo, che per Helmholtz era un fenomeno di origine psicologica, dipendente, quindi, da criteri di giudizio personali e inconsci. Artisti come Georges Seurat e Paul Signac si rifecero alle conclusioni artistiche di Helmholtz. Egli sosteneva, a differenza di Chevreul, che in un dipinto doveva essere l'artista a riprodurre i contrasti luminosi: l'occhio è, infatti, capace di ricrearli solo se i colori della tela fossero così luminosi e brillanti come sugli oggetti naturali. Egli si interessò anche della visione binoculare, conducendo una serie di ricerche sull'oroptero. Ispirandosi al lavoro condotto dal metafisico Hermann Lotze, Helmholtz affermò che la visione binoculare fosse un atto di inferenza psichica che non ha nulla di innato. Egli arrivò alla conclusione che il movimento passivo dello sguardo provocasse, a differenza di quello attivo, uno slittamento del campo visivo e che l'apprendimento portasse con il tempo a far coincidere lo spazio percepito con quello reale ed esteso.
Nel 1851 inventò l'oftalmometro per stabilire il grado di curvatura della cornea e nel 1857 il telestereoscopio. Egli scrisse un'opera monumentale di oltre mille pagine, Ottica fisiologica, in cui confluirono tutti i suoi risultati sperimentali sull'ottica, che in passato erano stati pubblicati in riviste scientifiche e che corresse più volte fino alla fine della sua vita. Riferimento per numerose generazioni di medici, la stesura era stata suggerita a Helmholtz dal suo amico Gustav Karsten che aveva in idea un'enciclopedia della fisica, di cui l'opera di Helmholtz costituì il nono volume. La prima parte venne pubblicata nel 1856 ed ha come argomento i risultati ottenuti con l'oftalmoscopio. La seconda parte invece venne pubblicata nel 1860, dedicata alle sensazioni visive indotte dalla luce, ai colori semplici e ai colori composti, all'intensità e alla durata delle sensazioni, alle immagini postume e al contrasto simultaneo. La terza, apparsa nel 1866, è relativa alla percezione dello spazio.

### Propagazione del segnale nervoso
Furono questi gli anni durante i quali condusse gli studi sul tempo perduto, ovvero il tempo tra la stimolazione elettrica e il momento della contrazione muscolare, aiutato anche dalla moglie che lo sostenne nei suoi esperimenti. Egli dimostrò che il segnale nervoso si propaga con una velocità misurabile che era tanto più piccola all'aumentare della distanza dell'elettrodo dal muscolo. Già nel 1842 Helmholtz provò l'origine delle fibre nervose dai gangli, ma fu nel 1852 che egli riuscì a misurare la velocità di propagazione di impulsi nervosi. Egli scoprì che la velocità del segnale nervoso era mediamente pari a 26,4 metri al secondo, una velocità dieci volte meno rapida del suono. Durante i suoi esperimenti, poi, perfezionando il cilindro di Carl Ludwig, inventò il miografo, il prototipo dei moderni strumenti di registrazione grafica delle contrazioni muscolari.
Il ritardo scoperto nella trasmissione dei segnali nervosi fu una scoperta rivoluzionaria nella fisiologia e nella filosofia naturale del tempo, a cui era ancora profondamente connessa. Helmholtz chiamava questo ritardo "tempo latente", che fu tradotto in francese come "temps perdu" e finì nei decenni successivi in tutti i libri francesi di fisiologia. Di qui influenzò probabilmente la riflessione di Proust e il titolo di Alla ricerca del tempo perduto.

### Acustica
In acustica, si occupò della natura fisica dello stimolo sonoro e di teoria ed estetica musicale. Egli si inserì nella disputa, tra Ohm e August Seebeck, sulla natura ondulatoria del suono e sul timbro. Egli era un appassionato di musica, aveva enormi conoscenze tecniche in materia di funzionamento degli strumenti musicali e fu proprio tale passione a spingerlo ad approfondire il funzionamento della sfera uditiva, oltre al suo progetto di unificazione di fisica, fisiologia, storia, musicologia e filosofia.
Applicò la scomposizione sinusoidale alle onde acustiche, affermando che:
(Hermann von Helmholtz)
Riuscì, inoltre, a dimostrare che il timbro di un suono complesso dipende dalle sue componenti parziali, ovvero, dal suono fondamentale e dalle armoniche e sviluppò una teoria matematica, la teoria della risonanza su cui basò la sua opera "La teoria delle sensazioni tonali come base fisiologica della teoria musicale" ("Die Lehre von den Tonempfindungen als physiologische Grundlage für die Theorie der Musik",1863).

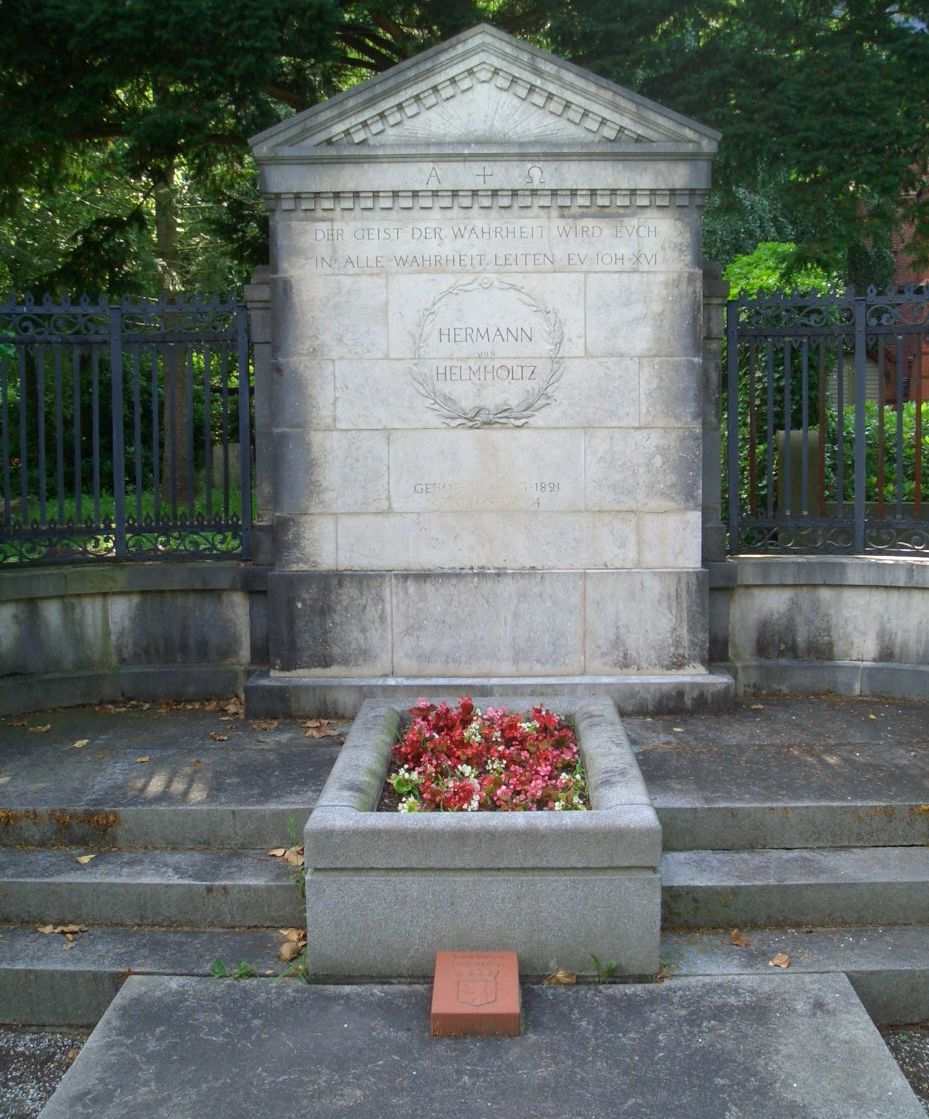
Tomba di Hermann von Helmholtz

### Fine della carriera e morte
Nel 1855 passò alla cattedra di anatomia e fisiologia a Bonn e, nel 1858, a quella di fisiologia a Heidelberg, dove rimase fino al 1871. A Heidelberg, compì ampi studi sui moti dell'atmosfera e, in particolare, sulla vorticità più semplice: quella potenziale tipica di un fluido ideale. Questi studi fluidodinamici verranno ripresi da Lord Kelvin e Tait nell'ambito del primitivo modello degli atomi di vortice; svolse, inoltre ricerche sui fondamenti della matematica e della geometria (in particolare delle geometrie non-euclidee).
Nel 1870 Helmholtz divenne infine membro dell'Accademia delle scienze di Berlino.
Nel 1870 accettò di insegnare a Berlino come professore di fisica, al posto di Gustav Magnus. Nel 1877 fu nominato rettore dell'Università di Berlino. Gli anni berlinesi furono particolarmente importanti per i suoi studi sull'elettrodinamica: nel 1881, in un famoso intervento, suggerì, tra i primi, l'idea di atomo di elettricità (unità indivisibile di carica elettrica), e in seguito sostenne il lavoro del suo allievo Hertz.
Propose una teoria sui vortici (1858 e 1868), ristretta al flusso laminare. Helmholtz pose così i fondamenti dell'idrodinamica. Nelle sue ricerche sull'elettrodinamica Helmholtz cercò un compromesso tra la teoria tedesca di Neumann e quella inglese di Maxwell.
Le sue ricerche su trombe d'aria, temporali, e ghiacciai resero Helmholtz tra i fondatori della meteorologia scientifica.
Nella teoria della cognizione, Helmholtz discusse di calcolo e misurazione ed anche della validità generale del principio di minima azione. In contrapposizione a Kant, in accordo con Thomas Achelis rifiutò il concetto di forma a priori: questo lo aprì allo studio delle geometrie non euclidee.
Nel 1891 venne elevato al rango nobiliare da Guglielmo II e diventò ufficialmente von Helmholtz. Alcuni anni dopo, insieme all'illustre amico Siemens e su spinta dell'imperatore, fondò un Istituto di ricerca fisica, di cui fu il primo presidente. Helmholtz si spense nel 1894, nel sobborgo di Charlottenburg, mentre era ancora in piena attività ed era appena stato insignito di molti onori.

## Contributi scientifici e tecnologici

### Bobina di Helmholtz
Una semplice geometria, spesso utilizzata, per la produzione di campi magnetici uniformi. Il dispositivo consiste di due bobine, con ugual numero di convoluzioni e ugual raggio, poste a una distanza uguale al raggio delle bobine stesse. Attraverso tali bobine scorre una corrente, che ha la stessa direzione per entrambe le bobine. Il dispositivo fu chiamato così in suo onore.

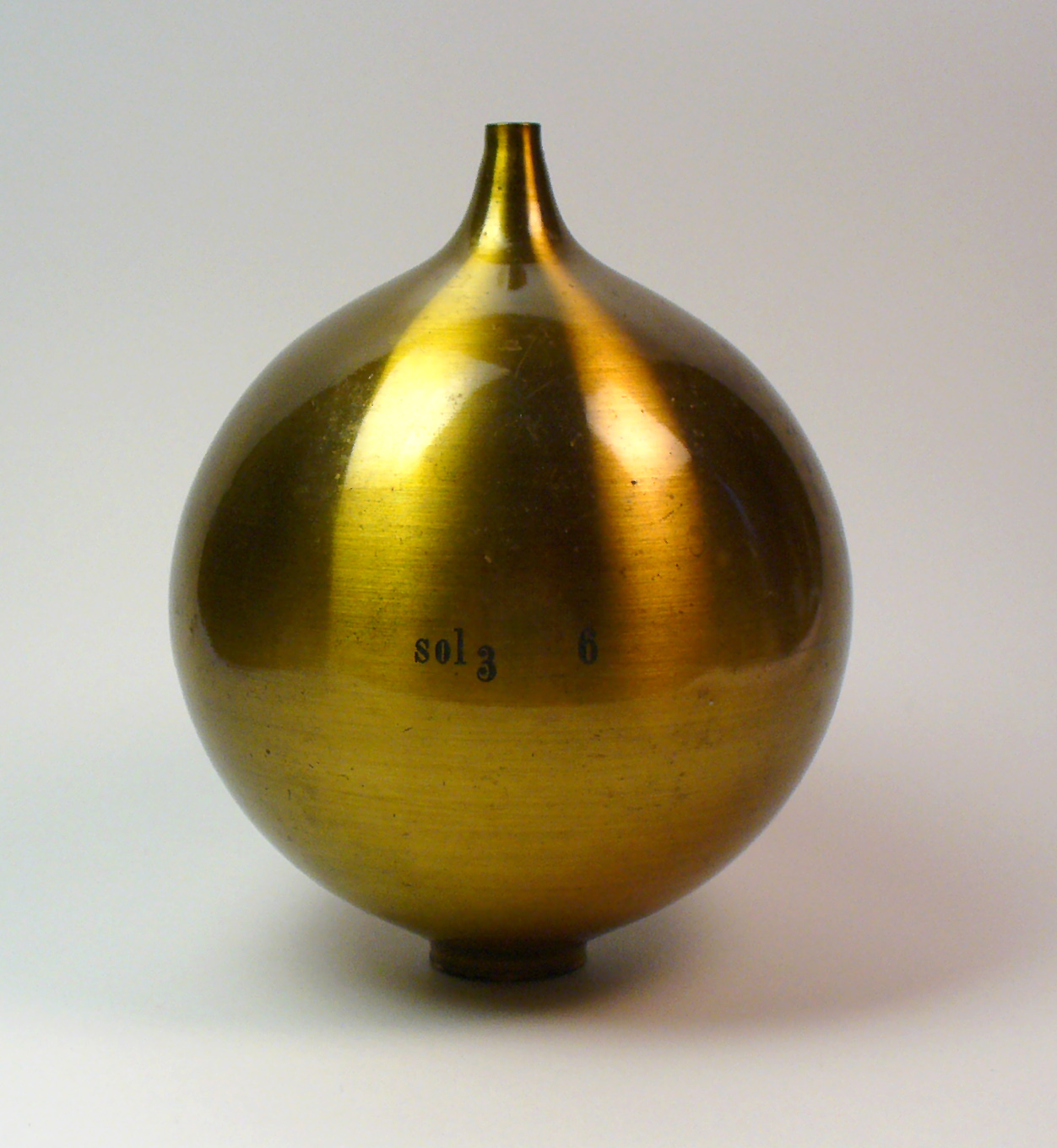
Risonatore utilizzato da Helmholtz

### Risonanza di Helmholtz
Nell'analisi dei suoni, Helmholtz utilizzò un risonatore (un dispositivo oscillante che comincia ad oscillare a determinate frequenze, dette autofrequenze di risonanza), consistente in una sfera cava sulla cui superficie erano state praticate due aperture, una con i bordi tagliati netti e l'altra a forma di cono per essere introdotta nell'orecchio. Facendo costruire più risonatori, ognuno con una frequenza di risonanza specifica, riuscì a distinguere le armoniche di un suono fondamentale dato. Il risonatore di Helmholtz è usato ancor oggi, per esempio nei motori Porsche, per ottimizzare il flusso dei gas di scarico a determinati regimi di giri; ciò conferisce il caratteristico "suono" ai motori della casa tedesca. Anche le casse acustiche bass reflex si basano su questo dispositivo.

### Autovalori del Laplaciano
Helmholtz cercò gli autovalori dell'operatore di Laplace:
{\displaystyle \nabla ^{2}\varphi =\lambda ^{2}\varphi }
Questa equazione è largamente usata in fisica, per esempio nella soluzione dell'equazione delle onde.

## Opere
- (FR) Lehre von den Tonempfindungen als physiologische Grundlage für die Theorie der Musik, Paris, Masson, 1874.
- (EN) Populäre wissenschaftliche Vorträge, New York, Appleton, 1885.
- (DE) Über die Erhaltung der Kraft, Leipzig, Wilhelm Engelmann, 1889.
- (DE) Vorlesungen über die elektromagnetische Theorie des Lichts, Leipzig, Johann Ambrosius Barth, 1897.
- (DE) Vorlesungen über die mathematischen Principien der Akustik, Leipzig, Johann Ambrosius Barth, 1898.
- (DE) Vorlesungen über die Dynamik discreter Massenpunkte, Leipzig, Johann Ambrosius Barth, 1898.
- (DE) Dynamik continuirlich verbreiteter Massen, Leipzig, Johann Ambrosius Barth, 1902.
- (DE) Vorlesungen über die Theorie der Wärme, Leipzig, Johann Ambrosius Barth, 1903.
- Über die Akademische Freiheit der deutschen Universitäten, Rede beim Antritt des Rectorats an der Friedrich-Wilhelms-Universität zu Berlin am 15. October 1877 gehalten, Nachdr. der Ausg. Berlin, Hirschwald, 1878, Hrsg.: Universitätsbibliothek der Humboldt-Universität zu Berlin 2005
- Schriften zur Erkenntnistheorie, kommentiert von Moritz Schlick und Paul Hertz, hrsg. von Ecke Bonk, Wien; New York: Springer 1998, ISBN 3-211-82770-6
- Abhandlungen zur Philosophie und Geometrie, Hrsg. u. eingel. von Sabine S. Gehlhaar, Cuxhaven: Junghans 1987, ISBN 3-926848-00-6
- Die Lehre von den Tonempfindungen als physiologische Grundlage für die Theorie der Musik, Unveränd. Nachdr. d. Ausg. Braunschweig 1863, Frankfurt/Main: Minerva-Verlag 1981, ISBN 3-8102-0715-2
- Beschreibung eines Augenspiegels zur Untersuchung der Netzhaut im lebenden Auge, Unveränd. Nachdr. d. Ausg. Leipzig, J. A. Barth, 1910, Leipzig 1968
- Das Denken in der Naturwissenschaft, Unveränd. reprograf. Nachdr. Darmstadt: Wissenschaftliche Buchges. 1968
- Die Tatsachen in der Wahrnehmung/ Zählen und Messen erkenntnistheoretisch betrachtet, Unveränd., fotomechan. Nachdr. Darmstadt: Wissenschaftl. Buchgesellsch. 1959
- Opere di Hermann von Helmholtz, (a cura di V. Cappelletti), Torino, UTET, 1967

### Edizioni
- Über die Erhaltung der Kraft (1847)/ Über Wirbelbewegungen (1858), hrsg. von A. Wangerin, 2. Aufl., Reprint der Ausg. Leipzig, Engelmann, Thun; Frankfurt am Main: Deutsch 1996, ISBN 3-8171-3001-5

## Premi e onorificenze
- Medaglia Matteucci dell'Accademia nazionale delle scienze nel 1868.